# Strom Thurmond
James Strom Thurmond Sr. (5. prosince 1902, Edgefield, Jižní Karolína – 26. června 2003, Edgefield) byl americký generál, advokát, soudce a politik, který byl 48 let senátorem Spojených států za stát Jižní Karolína.

## Služba v armádě
V roce 1942, po vstupu Spojených států do druhé světové války, Thurmond ve svých 39 letech rezignoval na pozici soudce a vstoupil do armády. Během války byl postupně povyšován až do hodnosti podplukovníka. V bitvě o Normandii (6. června – 25. srpna 1944) přistál s kluzákem jako člen 82. výsadkové divize. Za vojenskou službu obdržel 18 vyznamenání, včetně Legion of Merit, Bronzové hvězdy a Purpurového srdce. V letech 1954–55 byl prezidentem Asociace záložních důstojníků. Z americké armády odešel do výslužby v hodnosti generálmajora.

## Politická kariéra
V roce 1948 se pokusil o kandidaturu na prezidenta. Získal 2,4 % hlasů a volitelů, ale prohrál s Harry Trumanem. Senátorem Spojených států byl v letech 1954–2003, nejprve jako jižní demokrat, ale od roku 1964 jako republikán. Byl magnetem pro kontroverze, neboť odmítal zákon o občanských právech z roku 1964 a podpořil prezidentskou kandidaturu Barryho Goldwatera.
Thurmond byl nejstarším (dožil se v úřadu 100 let) a nejdéle sloužícím senátorem v americké historii, i když ten druhý rekord byl později překonán Robertem Byrdem a Danielem Inouyem. Dalším rekordem je délka jeho proslovu v Senátu za účelem blokace schválení zákona o občanských právech v roce 1957, kdy bez přestávky hovořil 24 hodin a 18 minut. V 60. letech 20. století odmítal ukončení segregace a přiznání občanských práv černochům. V 70. letech svůj postoj zmírnil, ale trval na tom, že nemají být omezována práva jednotlivých států při rozhodování o těchto otázkách.